# 864 Aase
Aase è un asteroide della fascia principale. Scoperto nel 1921, presenta un'orbita caratterizzata da un semiasse maggiore pari a 2,2084072 UA e da un'eccentricità di 0,1900181, inclinata di 5,44436° rispetto all'eclittica.
Stanti i suoi parametri orbitali, è considerato un membro della famiglia Flora di asteroidi.
Il suo nome fa riferimento ad un personaggio del Peer Gynt, un poema del drammaturgo norvegese Henrik Ibsen.